# Gérard Larrousse
 Gérard Larrousse  va ser un pilot de curses automobilístiques francès que va arribar a disputar curses de Fórmula 1.
Va néixer el 23 de maig del 1940 a Lió, França.
Fora de la F1 va guanyar les edicions de les 24 hores de Le Mans dels anys 1973 i 1974.

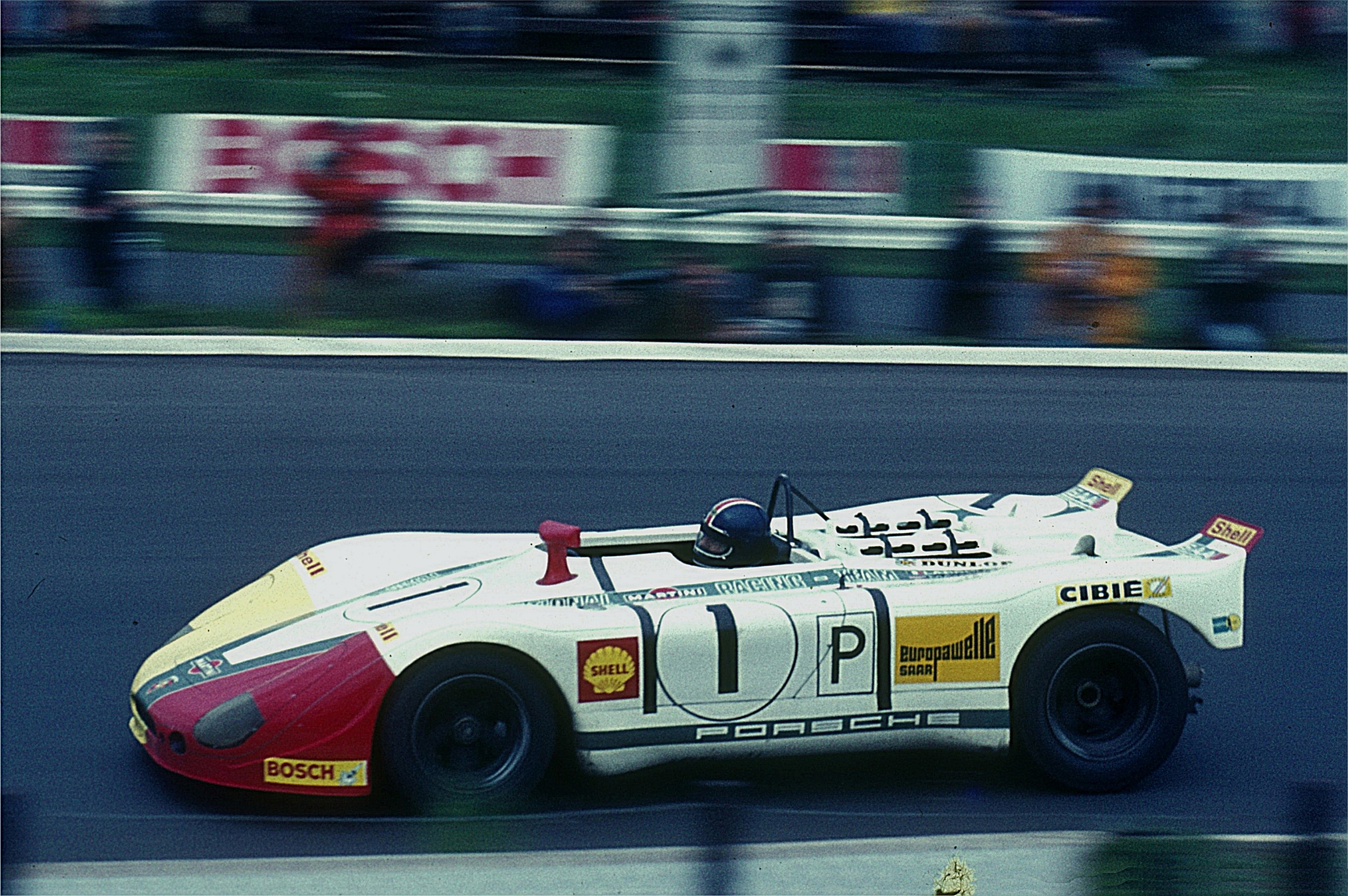
Gérard Larrousse amb un Porsche a Nürburgring l'any (1970).

## A la F1
Gérard Larrousse va debutar a la cinquena cursa de la temporada 1974 (la 25a temporada de la història) del campionat del món de la Fórmula 1, disputant el 12 de maig del 1974 el GP de Bèlgica al circuit de Nivelles.
Va participar en un total de dues curses puntuables pel campionat de la F1, disputades a la temporada 1974 no aconseguint finalitzar cap cursa i no assolí cap punt pel campionat del món de pilots.
Anys després seria un dels fundadors, juntament amb Didier Calmels, de l'escuderia de F1 Larrousse, la qual va competir al Campionat del Món de Fórmula 1 entre 1987 i 1994, essent un tercer lloc al Gran Premi del Japó del 1990 el seu millor resultat.

## Resultats a la Fórmula 1
| Any  | Equip            | Xassís  | Motor | 1   | 2   | 3   | 4   | 5       | 6   | 7   | 8   | 9       | 10  | 11  | 12  | 13  | 14  | 15  | Posició | Punts |
| ---- | ---------------- | ------- | ----- | --- | --- | --- | --- | ------- | --- | --- | --- | ------- | --- | --- | --- | --- | --- | --- | ------- | ----- |
| 1974 | Scuderia Finotto | Brabham | Ford  | ARG | BRA | SUD | ESP | BEL Ret | MON | SUE | HOL | FRA NVQ | GBR | ALE | AUT | ITA | CAN | USA | -       | 0     |

### Resum
| Curses: | Victòries: | Pòdiums: | Poles: | Voltes ràpides: | Punts: |
| ------- | ---------- | -------- | ------ | --------------- | ------ |
| 2       | 0          | 0        | 0      | 0               | 0      |